# Biricchinate
Biricchinate (Peck's Bad Boy) è un film muto del 1921 diretto da Sam Wood.
Il film fu ideato come veicolo per la giovane star, Jackie Coogan, di cui si voleva perpetuare il successo colto con Il monello di Charlie Chaplin (1921). Il film si colloca nel filone comico di racconti ispirati alla letteratura per l'infanzia. Lo stesso soggetto era già stato adattato per lo schermo nel 1905 e 1908, e sarà ripreso ancora nel 1934 (da Jackie Cooper) e nel 1938 (da Tommy Kelly).

## Trama
La storia di un ragazzo che si mette costantemente nei guai, a volte senza averne colpa.

## Produzione
Il film fu prodotto negli Stati Uniti da Irving M. Lesser.

## Distribuzione
Distribuito da Associated First National Pictures, uscì nelle sale cinematografiche statunitensi il 24 aprile 1921 e quindi anche internazionalmente.